# Freie Gruppe Bayreuth
Die  Freie Gruppe Bayreuth Gruppe ist ein Zusammenschluss bildender Künstler aus allen Disziplinen in Bayreuth. Ihre erste Ausstellung fand 1951 statt. Heute ist sie als gemeinnütziger Verein eingetragen.

## Geschichte
Die Freie Gruppe Bayreuth wurde 1951 von lokalen Künstlern, die als Kriegsmigranten nach Bayreuth gefunden hatten, ins Leben gerufen. Die erste Ausstellung wurde in einem Schulhaus, der Bayreuther Graserschule, organisiert. Sie fiel zeitlich mit der Wiederaufnahme der Bayreuther Festspiele zusammen und richtete sich neben den Besuchern aus der Region auch an das internationale Festspielpublikum. Dieses Konzept wurde über dreißig Jahre beibehalten und ging nahtlos in die jährlichen Bayreuther Kunstausstellungen über, die mittlerweile vom Bayreuther Kunstverein e.V. ausgerichtet werden.
Unter den Mitgliedern finden sich Künstlerinnen und Künstler wie Hanna Barth, Friedrich Böhme, Rudolf Jakubek, Caspar Walter Rauh, Anton Richter, Ferdinand Röntgen und Arthur Seedorf. An den Ausstellungen nahmen unter anderem Alfred Heinz Kettmann, Werner Knaupp, Herbert Bessel, Mike Rose und Gertrud Turban teil.